# Den Sonen haver, haver livet
Den Sonen haver, haver livet är en psalmtext med amerikanskt ursprung. Översättningen till svenska är troligen gjord av Erik Nyström. I Sionstoner 1889 tillskrivs Lina Sandell översättningen. I Nyströms översättning har texten tre 4-radiga verser.
Redaktören för Östra Smålands Missionsblad Alfred Engström (1870-1937) diktade 1929 en psalm med fem 6-radiga verser. Den fjärde versen lyder:
Den som Sonen har, har livet,
Så det står i Boken skrivet,
Herren själv har talat så.
Jord och himmel skola falla,
Himlens stjärnor alla, alla,
Men hans ord skall fast bestå.
Se: Lova Herren 1988 1987, nr 717:4

## Publicerad i
- Sånger till Lammets lof 1877 femte häftet 1876, nummer 133 med titeln "Wår Faders wilja".
- Sionstoner 1935 nr 322 under rubriken Nådens ordning: Väckelse och omvändelse
- Sions Sånger 1951  nummer 17.
- Sions Sånger 1981 nummer 247 under rubriken "Det eviga livet".